# Aciagrion balachowskyi
Aciagrion balachowskyi е вид водно конче от семейство Coenagrionidae.

## Разпространение
Видът е разпространен в Габон.